# Сенчанська сільська територіальна громада
Сенчанська сільська територіальна громада — територіальна громада в Україні, у Миргородському районі Полтавської області, з адміністративним центром у селі Сенча.

## Загальна інформація
Площа громади — 125,07 км², населення — 3009 мешканців (2018).

## Населені пункти
До складу громади увійшли села Бешти, Вирішальне, Високе, Вовківське, Гірки, Дрюківщина, Ждани, Ісківці, Корсунівка, Лучка, Овдіївка, Пласківщина, Потоцьківщина, Рудка, Саранчине, Сенча, Скоробагатьки, Сльозиха, Хитці, Часниківка, Шеки, Шкадрети та Яблунівка.

## Історія
Створена у 2017 році, в складі Лохвицького району, шляхом об'єднання територій та населених пунктів Сенчанської сільської ради Лохвицького району та Шеківської сільської ради Лубенського району Полтавської області.
У 2020 році, відповідно до розпорядження Кабінету Міністрів України № 721-р від 12 червня 2020 року «Про визначення адміністративних центрів та затвердження територій територіальних громад Полтавської області», до складу громади були включені території та населені пункти Вирішальненської, Ісковецької, Корсунівської сільських рад Лохвицького району та Жданівської сільської ради Лубенського району Полтавської області.
Відповідно до постанови Верховної Ради України № 807-IX від 17 липня 2020 року «Про утворення та ліквідацію районів», громада увійшла до складу новоствореного Миргородського району Полтавської області.